# Hadművészet

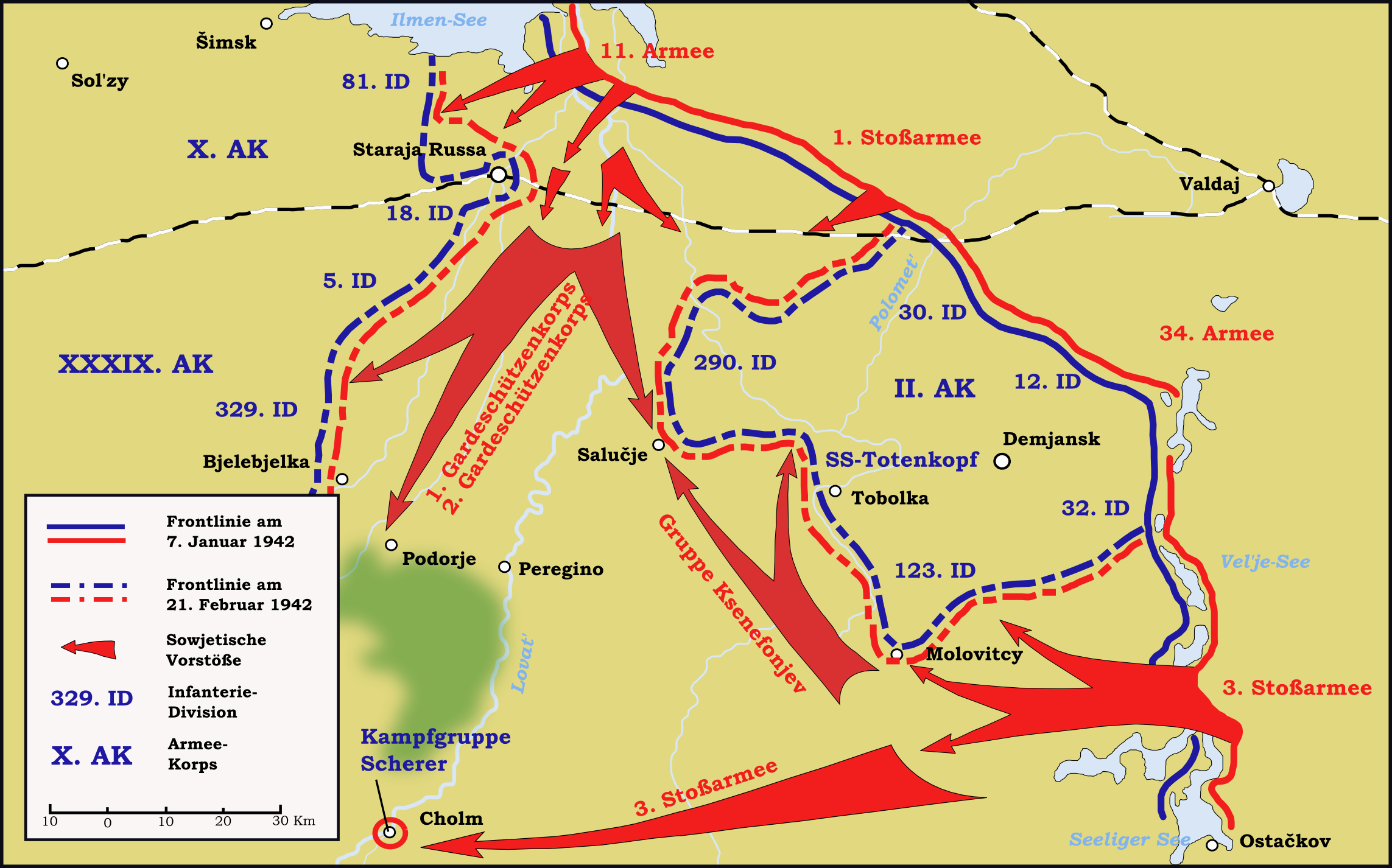
A gyemjanszki katlancsaták, mint hadművészeti teljesítmény térképe

A hadművészet, egyes forrásokban hadvezetés, a fegyveres küzdelem előkészítésének, megvívásának és mindenoldalú biztosításának elmélete és gyakorlata, a hadtudomány legfőbb kutatási területe.

## Részei
A hadművészet négy fő részterülete a hadászat, hadműveleti művészet, harcászat; valamint a katonai vezetés elmélete. Ez a négy terület kölcsönös függ egymástól és szerves egységet alkot, közülük a vezető szerep a hadászaté.
A hadművészet részei közötti kapcsolat, valamint összefüggései a hadtudomány és általában a tudomány más területeivel állandó változásban vannak.